# Бениці (Каменський повіт)
Бениці (пол. Benice, нім. Benz) — село в Польщі, у гміні Камень-Поморський Каменського повіту Західнопоморського воєводства.
Населення — 397 осіб (2011).
У 1975-1998 роках село належало до Щецинського воєводства.

## Демографія
Демографічна структура станом на 31 березня 2011 року:
|          | Загалом | Допрацездатний вік | Працездатний вік | Постпрацездатний вік |
| -------- | ------- | ------------------ | ---------------- | -------------------- |
| Чоловіки | 204     | 46                 | 148              | 10                   |
| Жінки    | 193     | 39                 | 113              | 41                   |
| Разом    | 397     | 85                 | 261              | 51                   |